# Maria Lehaci
Maria Lehaci, bis 2023 Maria Tivodariu (* 28. Juni 1999 in Câmpulung Moldovenesc), ist eine rumänische Ruderin, die bis 2024 eine olympische Goldmedaille, zwei Goldmedaillen bei Weltmeisterschaften und sechs Goldmedaillen bei Europameisterschaften erruderte.

## Sportliche Karriere
Die 1,85 Meter große Maria Lehaci rudert für CS Dinamo Bukarest. Bis zu ihrer Heirat mit dem Ruderer Florin Lehaci im Jahr 2023 trat sie als Maria Tivodariu an.
Tivodariu belegte bei den Junioren-Weltmeisterschaften 2016 den sechsten Platz mit dem Achter. Im Jahr darauf siegte sie zusammen mit Adriana Ailincăi im Zweier ohne Steuerfrau bei den Junioren-Weltmeisterschaften 2017. Im Jahr darauf belegte die beiden den achten Platz bei den U23-Weltmeisterschaften 2018. Im gleichen Jahr gewannen die beiden im Achter die Goldmedaille bei den Europameisterschaften in der Erwachsenenklasse. Bei den Weltmeisterschaften 2018 erreichte der rumänische Achter den fünften Platz. Bei den Europameisterschaften 2019 in Luzern traten Maria Tivodariu und Adriana Ailincăi im Zweier an und erkämpften die Silbermedaille hinter den Spanierinnen. Drei Monate später bei den Weltmeisterschaften in Ottensheim ruderten beide im Achter und verpassten mit dem sechsten Platz die vorzeitige Olympiaqualifikation. Während der COVID-19-Pandemie fanden im Oktober 2020 Europameisterschaften in Posen statt. Maria Tivodariu gewann den Titel mit dem Achter. Im April 2021 folgten bereits die Europameisterschaften 2021 in Varese, wo die Rumäninnen erneut im Achter siegten. Bei der letzten Qualifikationsregatta für die Olympischen Spiele in Tokio erreichte der rumänische Achter den zweiten Platz, nur die ersten beiden Boote qualifizierten sich. In Tokio waren sieben Achter am Start, die Britinnen schieden im Hoffnungslauf aus. Im Finale wurden die Rumäninnen Sechste.
2022 verpasste Tivodariu die Europameisterschaften in München. Bei den Weltmeisterschaften in Račice u Štětí gewann sie mit dem rumänischen Achter den Weltmeistertitel. Bei den Europameisterschaften 2023 in Bled erruderten Mădălina Bereș, Maria Lehaci, Maria-Magdalena Rusu und Amalia Bereș die Titel im Vierer ohne Steuerfrau und im Achter. Drei Monate später bei den Weltmeisterschaften in Belgrad siegte der rumänische Achter vor den Ruderinnen aus den Vereinigten Staaten. Der Vierer erkämpfte Silber hinter den Niederländerinnen. 2024 gewann der rumänische Achter bei den Europameisterschaften in Szeged vor den Britinnen. Der Vierer mit Mădălina Bereș, Maria Lehaci, Maria-Magdalena Rusu und Amalia Bereș wurde Zweiter hinter dem Vierer aus dem Vereinigten Königreich. Drei Monate später bei den Olympischen Spielen in Paris verpasste der Vierer mit Adriana Adam, Lehaci, Rusu und Amalia Bereș als Vierter die Bronzemedaille um eine halbe Sekunde. Im Achterwettbewerb führten die Rumäninnen vom Start bis ins Ziel und siegten vor den Kanadierinnen und dem britischen Achter.